# 小行星10114
小行星10114（10114 Greifswald）是一颗绕太阳运转的小行星，为主小行星带小行星。该小行星于1992年9月4日发现。

## 轨道参数
小行星10114的轨道半长轴为2.8800768 UA，离心率为0.031。